# إيمانويل ندونغ مبا
إيمانويل ندونغ مبا (بالفرنسية: Emmanuel Ndong)‏ (4 مايو 1992 ليبرفيل الغابون - ) هو لاعب كرة قدم غابوني، يلعب كلاعب وسط، شارك في الألعاب الأولمبية الصيفية 2012.

## روابط خارجية
- إيمانويل ندونغ مبا على موقع قاعدة بيانات كرة القدم.إي يو (الإنجليزية)
- إيمانويل ندونغ مبا على موقع ناشيونال فوتبول تيمز (الإنجليزية)
- إيمانويل ندونغ مبا على موقع Soccerway.com (الإنجليزية)
- إيمانويل ندونغ مبا على موقع عالم كرة القدم.نت (الإنجليزية)
- إيمانويل ندونغ مبا على موقع أوليمبيديا (الإنجليزية)